# HMS Ling (K205)
HMS Ling (K205) je bila nedokončana korveta razreda flower Kraljeve vojne mornarice. Gradnja ladje bi morala potekati v Harland & Wolff Ltd. (Belfast, Severna Irska), a je bila preklicana 23. januarja 1941.